# Локалита Макијареду-Грогасту II (Каљари)
Локалита Макијареду-Грогасту II је насеље у Италији у округу Каљари, региону Сардинија.
Према процени из 2011. у насељу је живело 23 становника. Насеље се налази на надморској висини од 19 м.